# Austrodromia polychaeta
Austrodromia polychaeta är en tvåvingeart som beskrevs av Smith 1962. Austrodromia polychaeta ingår i släktet Austrodromia och familjen puckeldansflugor. Inga underarter finns listade i Catalogue of Life.